# 沙山 (大字)
沙山，原稱為番挖，今又稱為芳苑，是臺灣彰化縣芳苑鄉的一個傳統地域名稱，也是全鄉行政中心所在地，位於該鄉西南部。相較於今日行政區，其範圍大致包括芳苑村、芳中村、信義村、仁愛村、新街村北部。

## 歷史
台灣清治末期至日治初期，沙山地區為一街庄，稱為「番挖庄」，隸屬於深耕堡。該庄西北臨台灣海峽，北與溝仔墘庄為鄰，東北與埤腳庄為鄰，東邊一小段與後藔庄為界，東南邊及南邊為頂廍仔庄，西南邊為新街庄。
1901年（日治明治三十四年）11月，全台廢縣廳改設二十廳，該庄隸屬於彰化廳。1903年（明治三十六年）6月，該庄編入「番挖區」，隸屬於彰化廳。1909年（明治四十二年）10月，合併二十廳為十二廳，番挖區改隸屬於臺中廳。1920年（大正九年），廢廳、支廳、區、街庄（舊制）改設州、郡、街庄（新制）、大字，該庄改制並改名為「沙山」大字，隸屬於臺中州北斗郡沙山庄。
戰後沙山庄改制為沙山鄉，隸屬於臺中縣，大字亦改制為村。1946年2月，沙山鄉改名為芳苑鄉。1950年10月，中、彰、投分治，芳苑鄉改隸屬彰化縣。

## 聚落
本地區發展較早的聚落為番挖（芳苑），在日治期初期的官方地圖上已有記載。

## 交通
省道台17線（芳漢路芳二段、芳新路芳苑段）又稱「西部濱海公路」，是清水甲南至枋寮水底寮的幹道，大致以北北東—南南西走向由本地區北部邊界入境後，轉南微東再轉南南西再轉西南西再轉南南西繞過芳苑市區以至出境。由該道路向北北東可前往福興、鹿港、線西、伸港等地，往南南西可前往大城西部、麥寮、台西、四湖等地。
縣道150號（斗苑路芳苑段）是芳苑至南投的道路，其西側端點位於本地區芳苑聚落東南側的省道台17線路口。由此向東南東出境後轉東可前往二林、埤頭、國道1號北斗交流道、北斗、田中、名間西北部、南投等地。
鄉道彰124線（芳寮路）是芳苑至芳苑工業區並延伸至二林市區西北郊的道路，其西側端點位於芳苑聚落東南側的縣道150號舊線（斗苑路芳苑段）路口。由此向東北繞彎道轉東南東，經省道台17線路口後續行，於本地區東部凸出部分經鄉道彰157線路口後出境，可前往後寮地區的後寮聚落、芳苑工業區並止於其東部邊界處的鄉道彰123線路口。
鄉道彰157線（中正路）是永興至魚寮的道路，大致以北北東—南南西走向轉東向西再轉北北東—南南西走向經過本地區東部凸出部分，並經過鄉道彰124線路口。由該道路向北北東可前往埤腳、溝子墘並止於鄉道彰121-1線路口，向南南西可前往頂廍子、路上厝、魚寮並止於縣道143號路口。

## 學校
- 芳苑國中
- 芳苑國小

## 廟宇
- 芳苑白馬峰普天宮（媽祖廟）